# 카를 대제의 사가

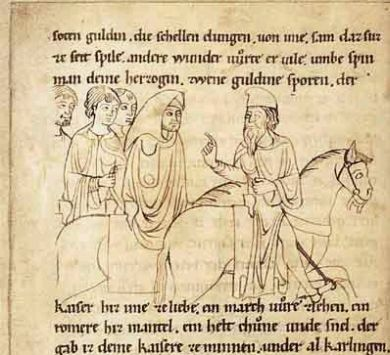

《카를 대제의 사가》(고대 노르드어: Karla magnús saga 카를라 마그누스 사가)는 13세기 후반에 쓰여진 노르드어 산문 작품으로, 카롤루스 대제와 그 팔라딘들에 대한 고대 프랑스어 무훈시 샤를마뉴 대계를 각색한 것이다. 노르웨이의 호콘 5세에게 헌정된 작품이라고 한다. 프랑스 쪽의 서사시에 소실된 이야기가 《대제 카를의 사가》에는 보존되어 있는 경우도 있다.